# 埃韦利娜·尼科洛娃
埃韦利娜·格奥尔吉耶娃·尼科洛娃（1993年1月18日—）是一名保加利亚运动员、自由式摔跤运动员、2015年世界锦标赛奖牌获得者、2015年第一届欧洲运动会铜牌获得者、欧洲锦标赛奖牌获得者。